# 1798 Watts
Az 1798 Watts (ideiglenes jelöléssel 1949 GC) a Naprendszer kisbolygóövében található aszteroida. Az Indianai Egyetem fedezte fel 1949. április 4-én.